# بخش مرکزی شهرستان نیشابور
بخش تخت جلگه شهرستان نیشابور یکی از بخش‌های شهرستان نیشابور در استان خراسان رضوی ایران است.
پس از ارتقای بخش تخت‌جلگه به شهرستان فیروزه، دهستان بینالود با ۳۱ روستا و تعداد ۸ روستا از دهستان فیروزه به بخش مرکزی شهرستان نیشابور الحاق یافت.
با این الحاق، جمع روستاهای تحت پوشش بخش مرکزی شهرستان نیشابور از ۲۰۰ روستا به ۲۳۹ روستا افزایش یافت. در سال ۱۳۹۰ و بر اساس سرشماری این سال دهستان دربقاضی دارای ۶۱ آبادی با سکنه، دهستان ریوند دارای ۴۴ آبادی با سکنه، و دهستان فضل دارای ۴۶ آبادی با سکنه و دهستان مازول دارای ۵۹ آبادی با سکنه و دهستان بینالود دارای ۲۹ آبادی با سکنه بوده‌است.قله کمر سفید در این روستا قرار دارد. 

## تقسیمات کشوری
- بخش مرکزی شهرستان نیشابور
  - دهستان درب قاضی
  - دهستان ریوند
  - دهستان فضل
  - دهستان مازول
  - دهستان بینالود

شهرها : نیشابور ، بار

## جمعیت
بنابر سرشماری مرکز آمار ایران، جمعیت بخش مرکزی شهرستان نیشابور در سال ۱۳۸۵ برابر با ۲۷۹۲۴۷ نفر بوده‌است.